# Шваб, Вениамин Андреевич
Вениамин Андреевич Шваб (1908, Саратов — 1985, Томск) — советский учёный в области физики и педагог высшей школы.

## Биография
Окончил Ленинградский индустриальный институт (1932). Кандидат технических наук. Работал в Ленинградском центральном котлотурбинном институте. Преподавал на кафедре аэромеханики Ленинградского политехнического института.
В ноябре 1941 года командирован в Томск. С 1943 года преподавал в Томском электромеханическом институте инженеров железнодорожного транспорта. Доктор технических наук (1951), профессор (1954).
Основатель кафедры прикладной аэромеханики физико-технического факультета Томского университета (1962), возглавлял кафедру до 1985 года.
Сотрудничал в НИИ ПММ ТГУ с момента его создания, научный руководитель отдела прикладной аэродинамики.

## Научные интересы
Течения сжимаемых гетерогенных сред. Решил ряд фундаментальных задач теории горения, теплообмена и турбулентной газовой динамики. Построил модель фронта пламени в газовом факеле.
Один из пионеров пневмотранспорта. Разработал ряд принципиально новых технологий измельчения, классификации, сушки, гранулирования дисперсных материалов, анализа гранулометрического состава порошков, комплексной переработки субмикронных и ультрадисперсных порошков, систем пылеулавливания.